# 전망 좋은 집 2
"전망 좋은 집 2"는 한국에서 제작된 경석호 감독의 2015년 멜로/로맨스, 드라마 영화이다. 정민혁 등이 주연으로 출연하였다.

## 출연

### 주연
- 정민혁
- 하얀

### 조연
- 이지유
- 이시현